# Castell d'Aguilar
|  | Aquest article tracta sobre el castell de l'Aude. Si cerqueu el castell del Bages, vegeu «Castell d'Aguilar de Segarra». |

El Castell d'Aguilar és un castell càtar sobre un turó que domina la plana de Tuchan, al departament de l'Aude, regió Llenguadoc-Rosselló a les Corberes.
Edificat en un punt estratègic, vigila l'accés a les Corberes fins al mar. Existia des del 1020, com una possessió del comtat de Besalú. És un castrum (campament) que els vescomtes de Carcassona lleguen als seus vassalls, els senyors de Tèrme. El castell és poc elevat (321 metres) i fàcilment accessible. És un castell de planura.
El castell no jugarà cap paper militar durant les croades dels Albigesos. Després de la presa del castell de Termes per Simó de Montfort i la mort del senyor Ramon de Termes en 1210, Aguilar va ser la residència d'Oliver de Tèrme fill de Ramon. Oliver hi accollí de nombrosos faidits (cavallers càtars, senyors sense feu) en el moment de la breu revolta del jove vescomte Trencavell contra els croats (1240). Però l'any següent, Oliver de Termes feu submissió al rei de França, Lluís IX (Sant-Lluís) i li deixà el castell. El rei li retornà Aguilar el 1250 per seva participació en la croada a Terra Santa. Finalment Oliver venguí al rei el castell el 1262, junt amb les ciutats de Tèrme, Daveja i Vinyavella abans de partir de nou per la Terra Santa.
El 1246 s'instal·la al castell un guarnició reial per vigilar la frontera aragonesa. Aquesta lloc va ser amb Tèrme, Querbús, Puillorenç i Perapertusa, un dels cinc fills de Carcassona. Malgrat les modificacions dels enginyers reials al final del segle xiii, és malmès per les lluites entre francesos i espanyols al segle xvi. El castell perd tot interès estratègic quan la frontera s'aboleix al sud del Rosselló pel tractat dels Pirineus i és definitivament abandonat el 1569. La petita capella de Santa Anna aporta la seva nota religiosa sota el castell.

## Arquitectura
Està molt degradat però presenta vestigis de dues èpoques:
- la dels senyors de Tèrme al segle xii, amb un recinte pentagonal, amb la punta dirigida al costat més favorable a l'atac.
- de l'època reial amb una torre quadrada, la torre de l'homenatge i el segon recinte hexagonal, flanquejat, a cada angle, amb una torre semicircular.

## Imatges

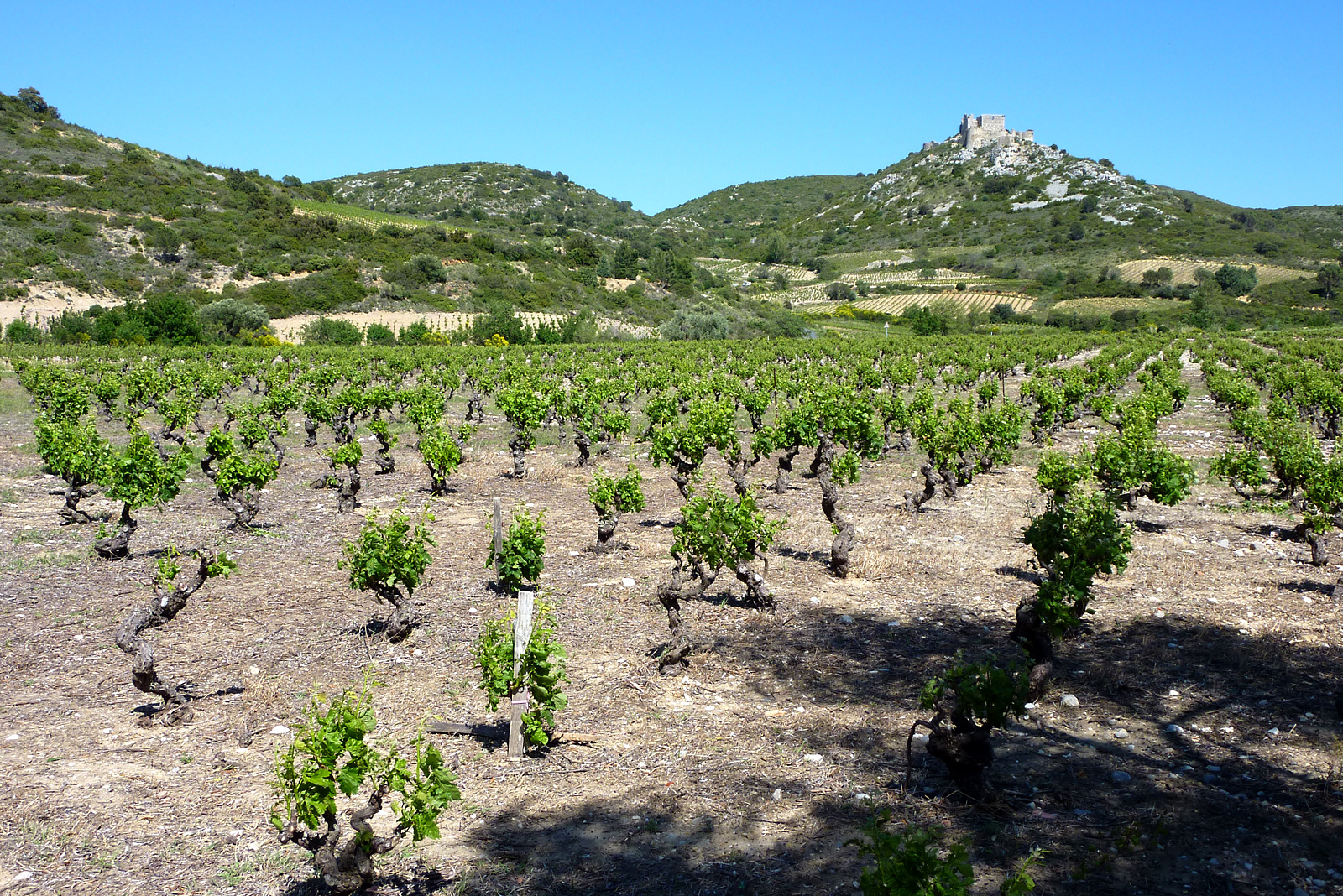
Castell d'Aguilar
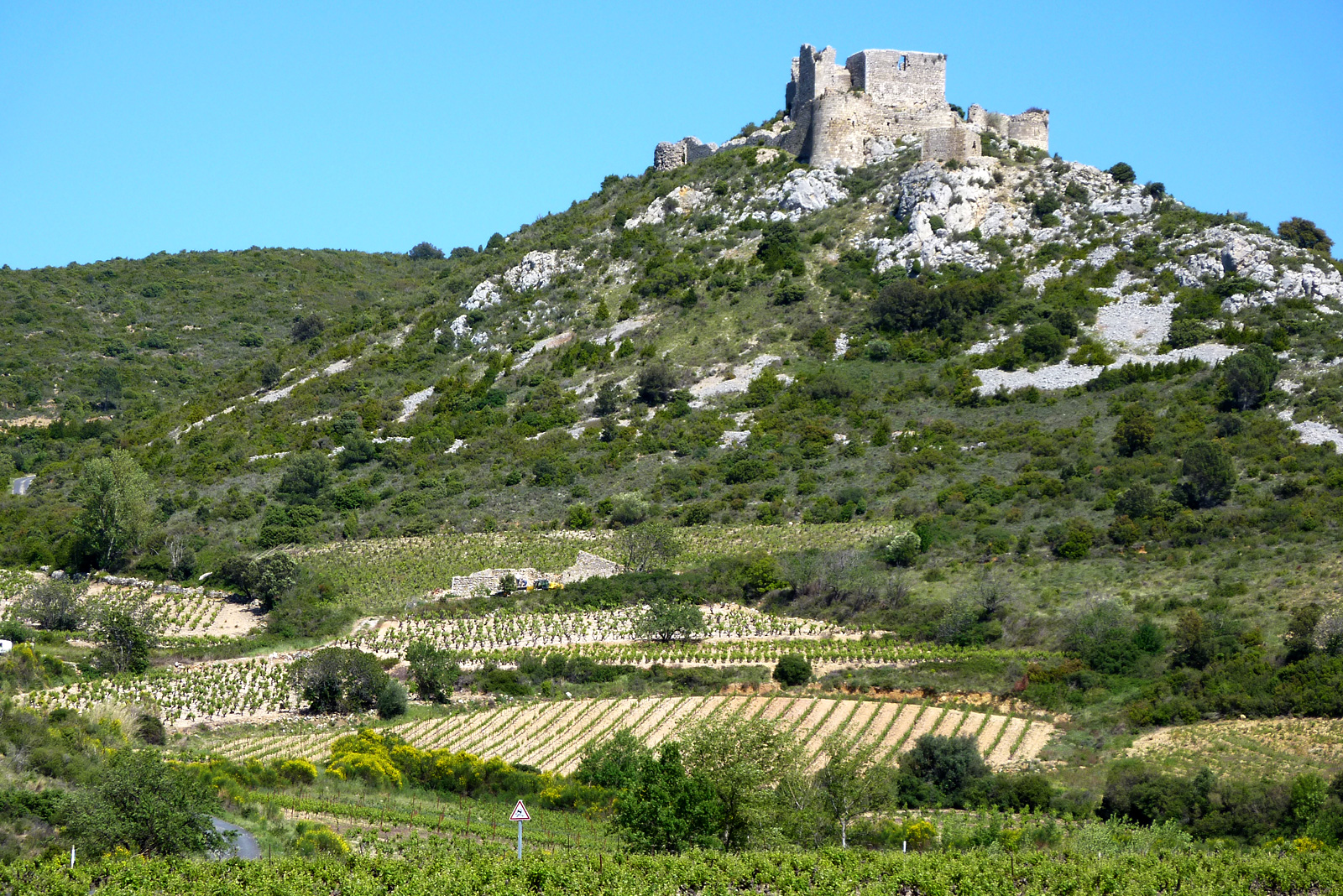
Castell d'Aguilar
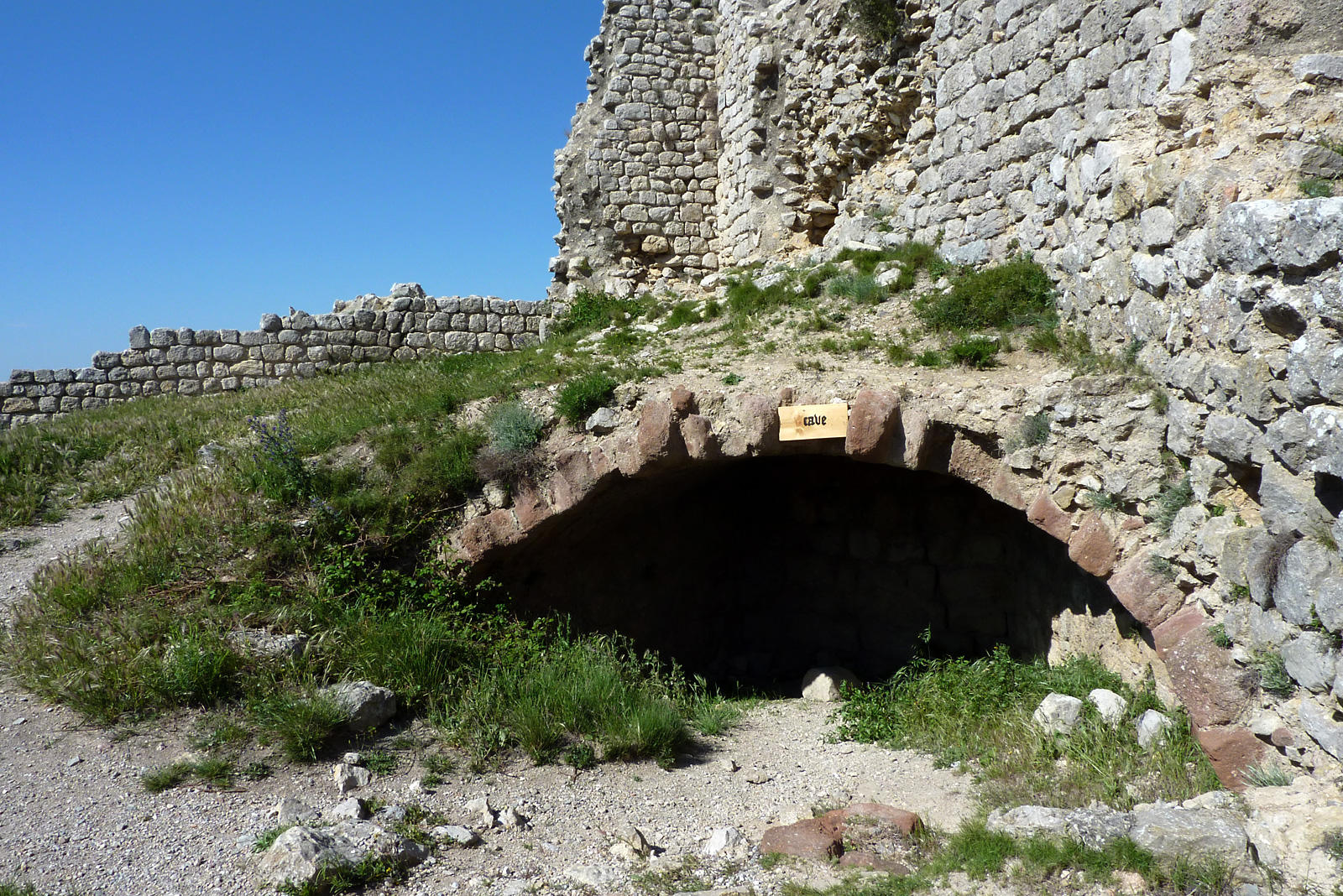
Castell d'Aguilar
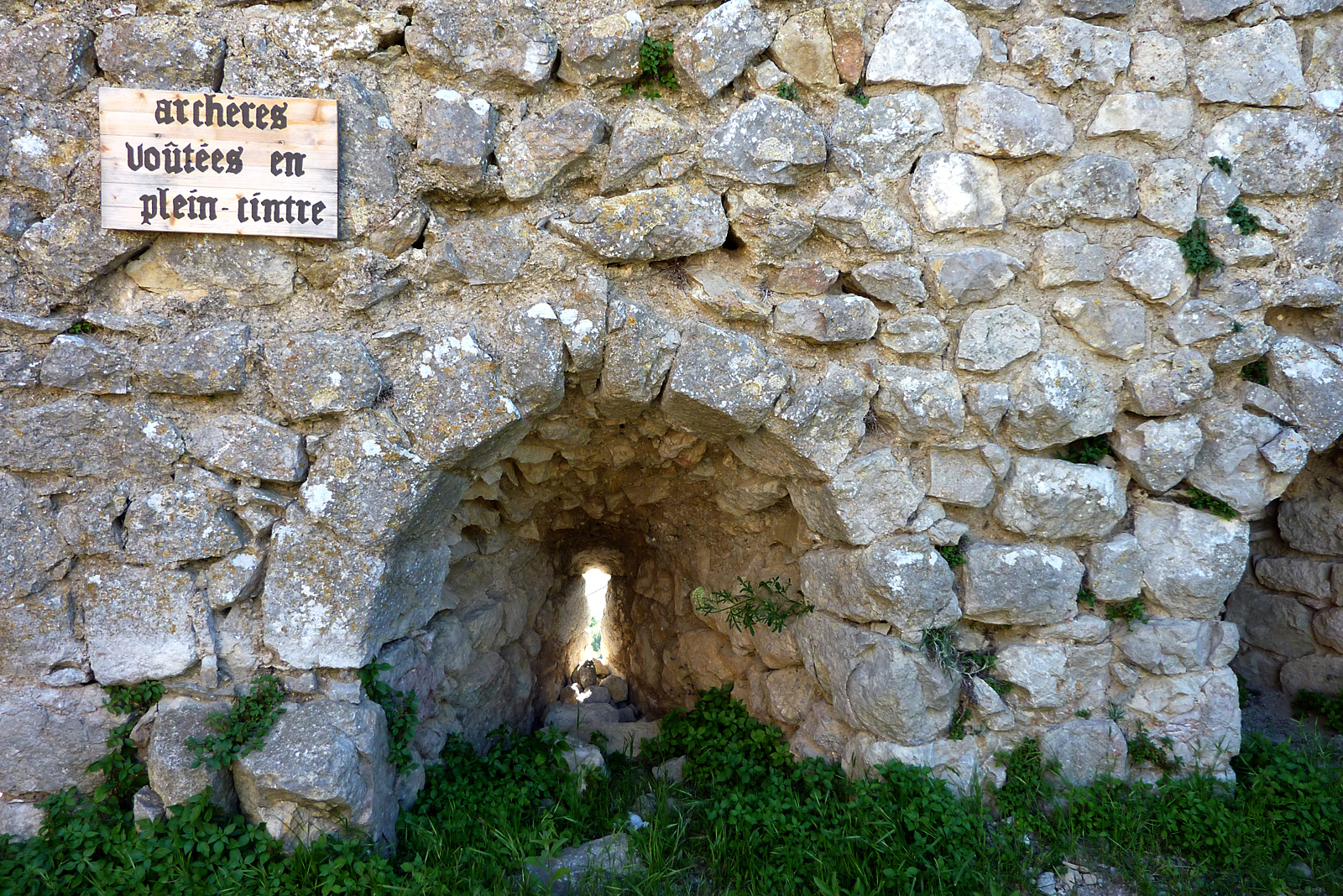
Castell d'Aguilar
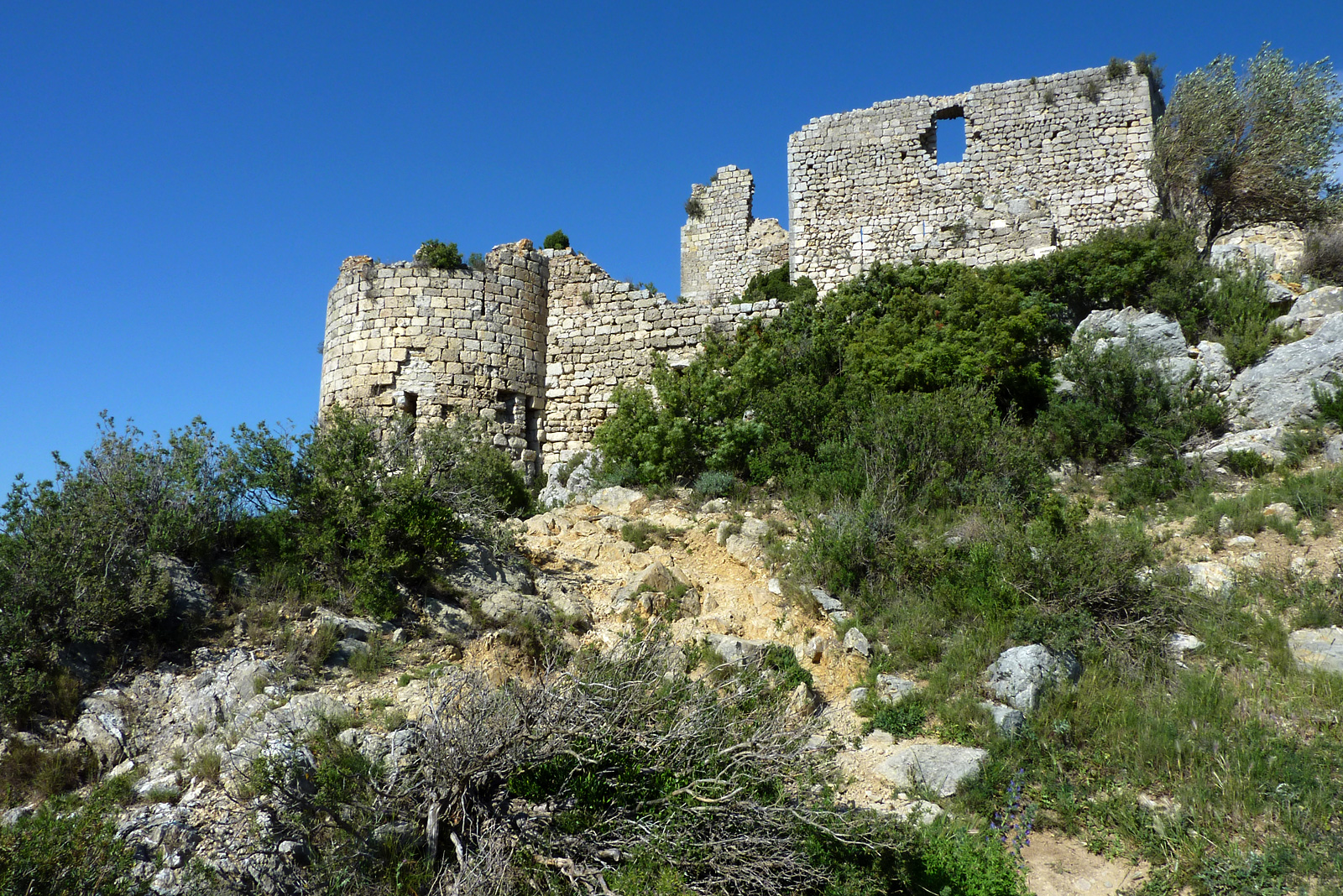
Castell d'Aguilar
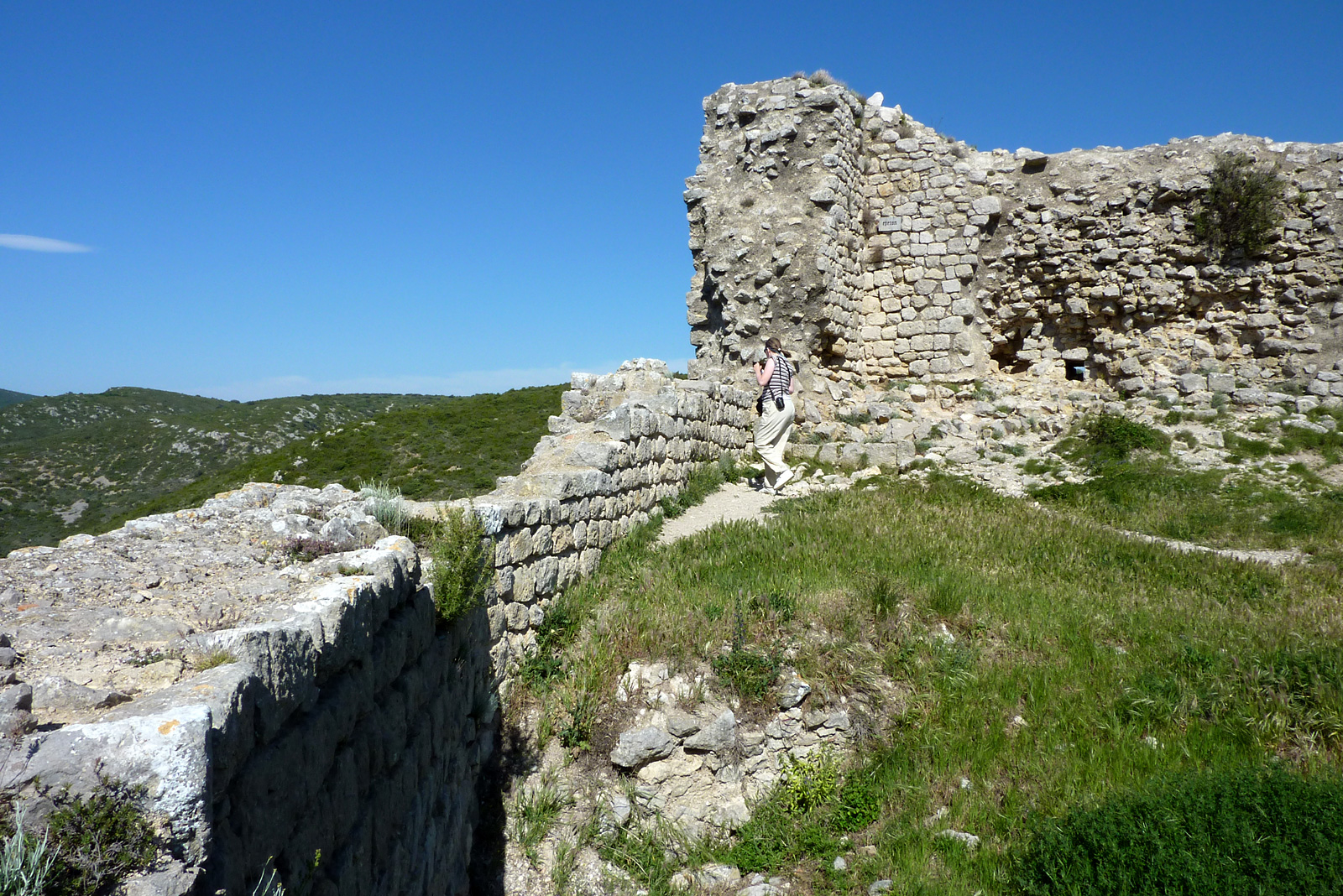
Castell d'Aguilar
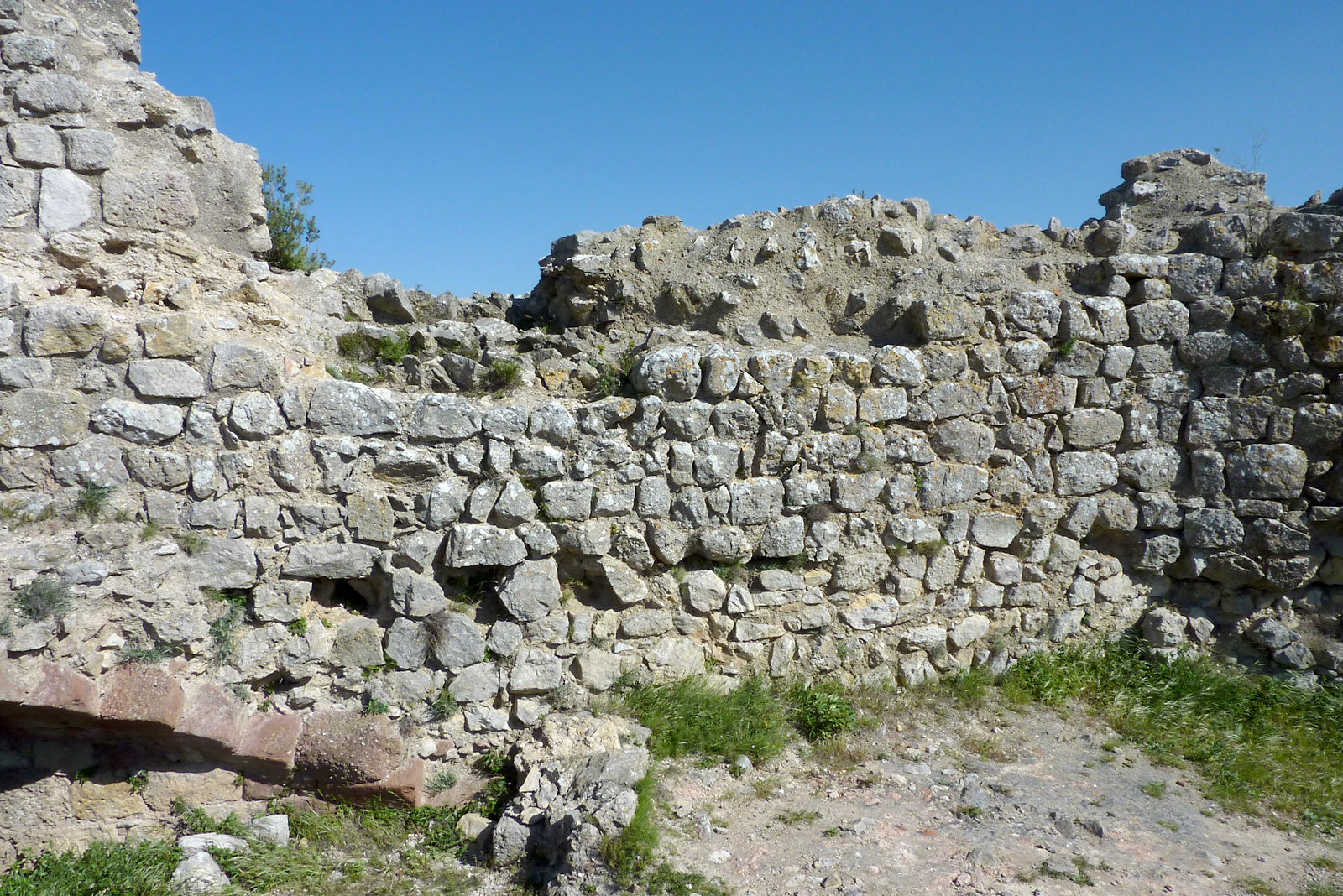
Castell d'Aguilar
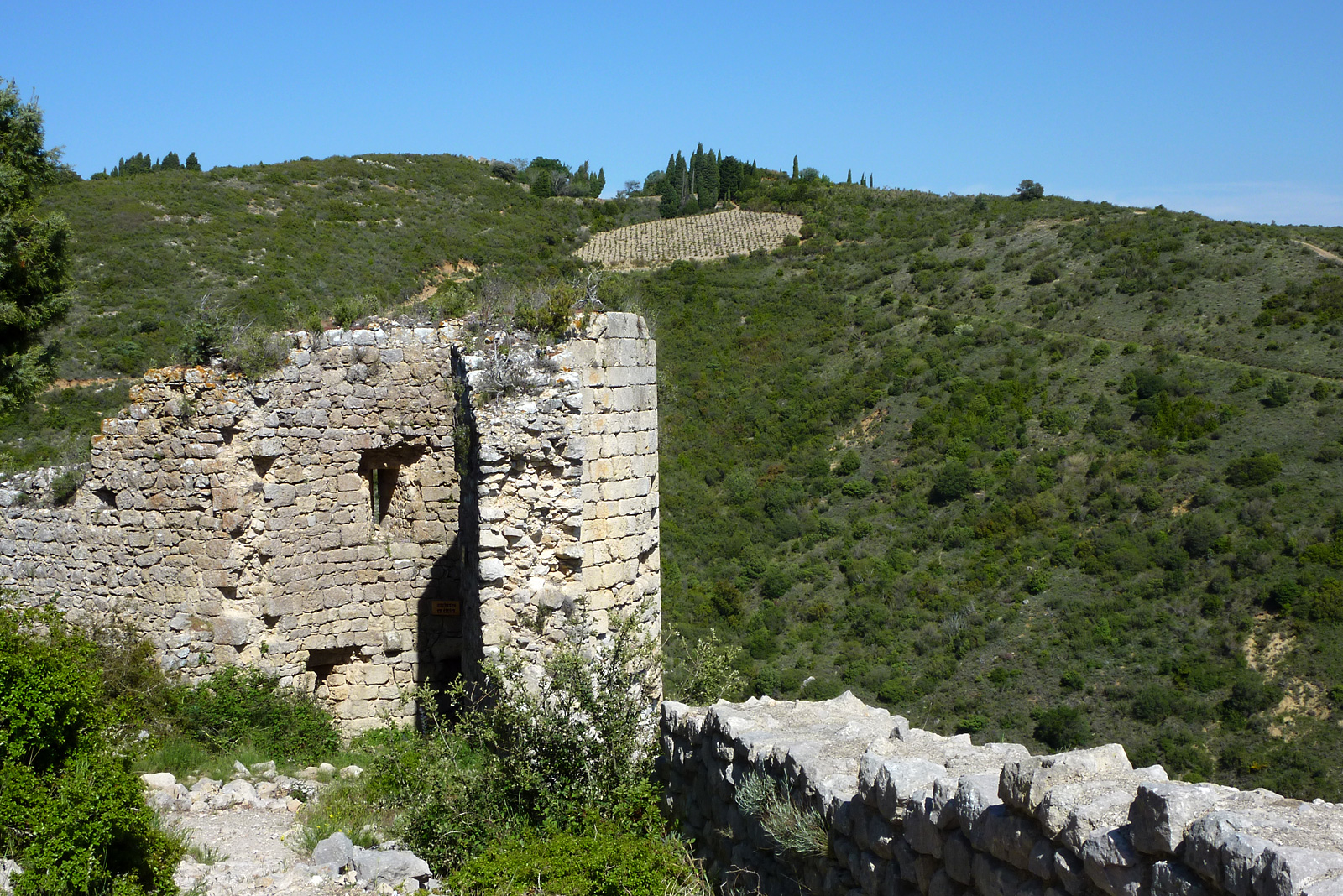
Castell d'Aguilar
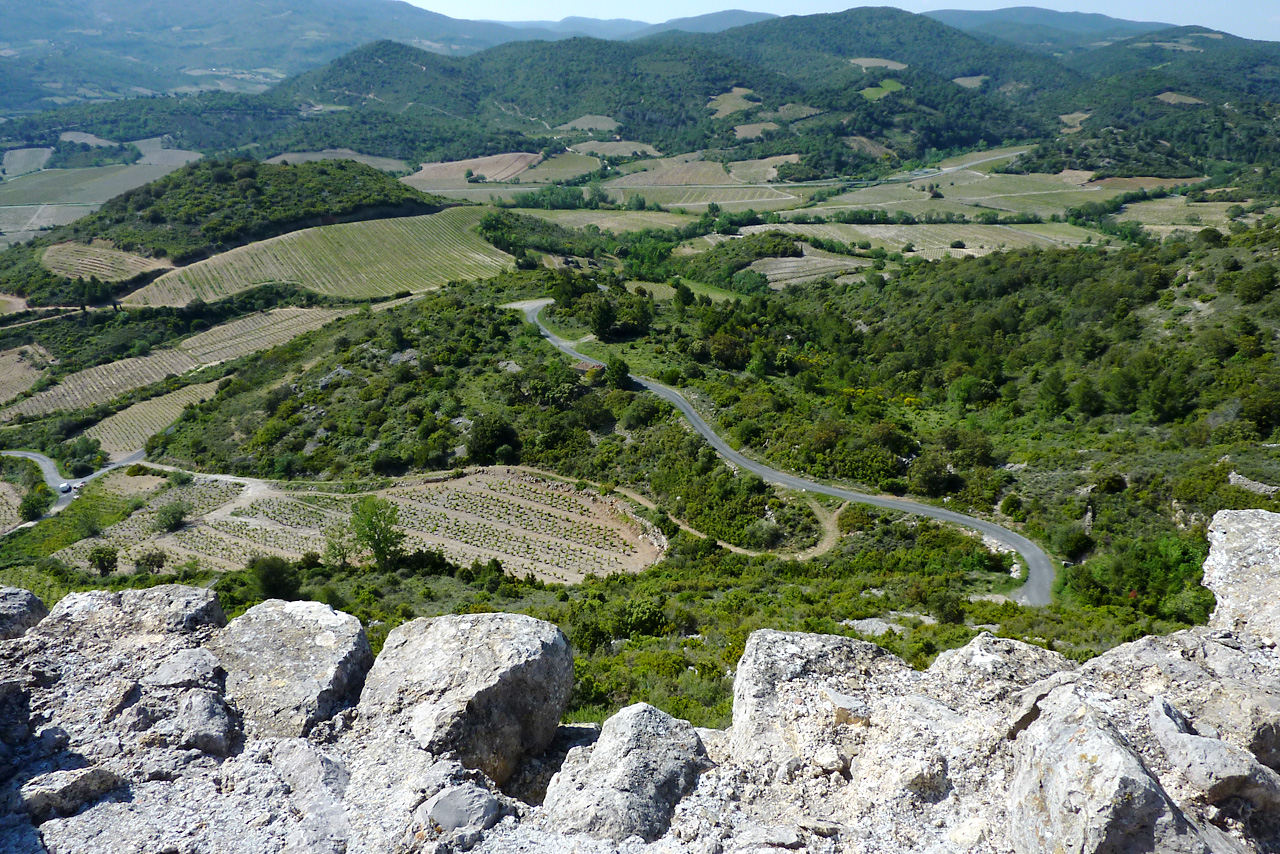
Castell d'Aguilar, les Corbières
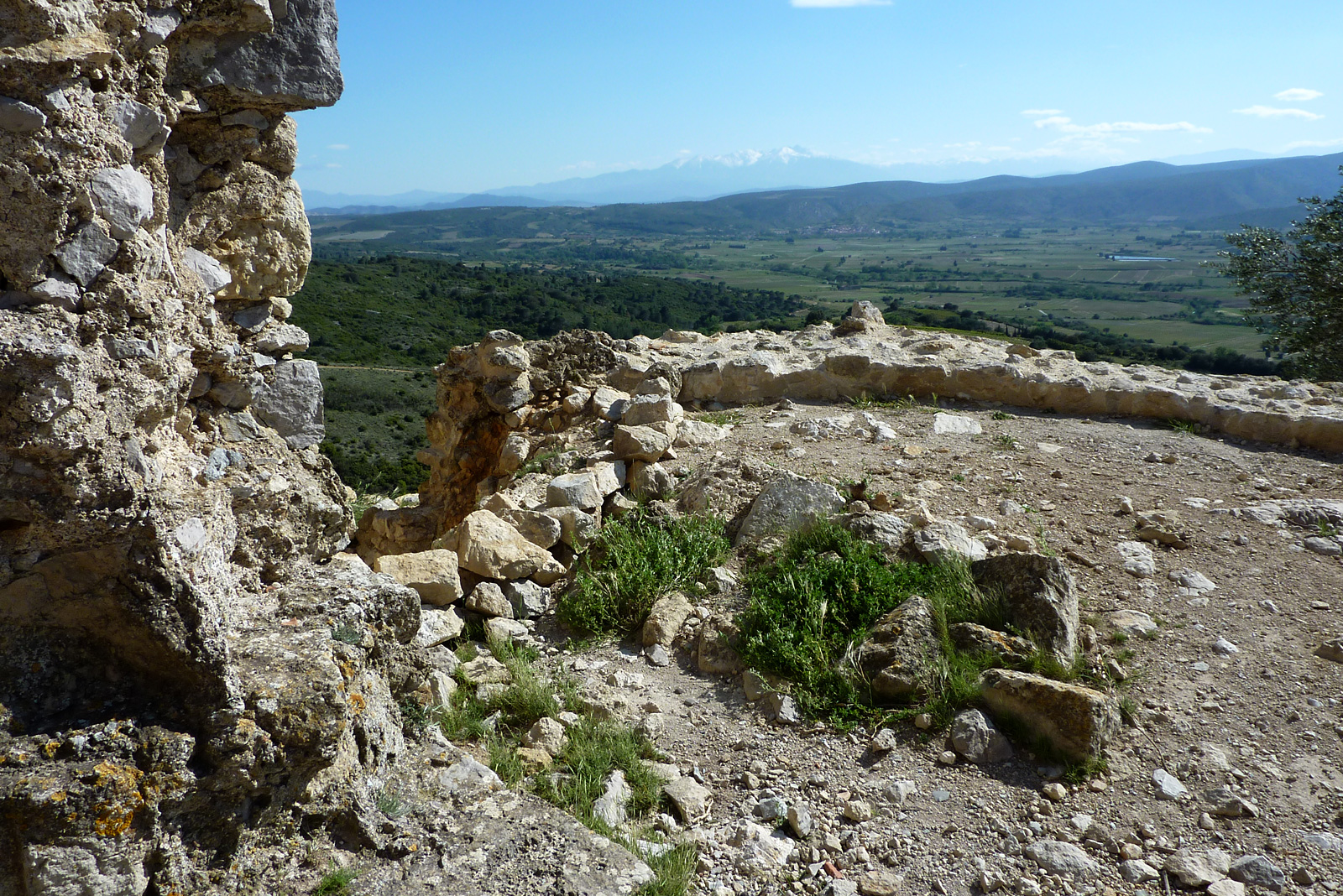
Castell d'Aguilar, les Corbières i les Pyrénées